# Stichting WORM

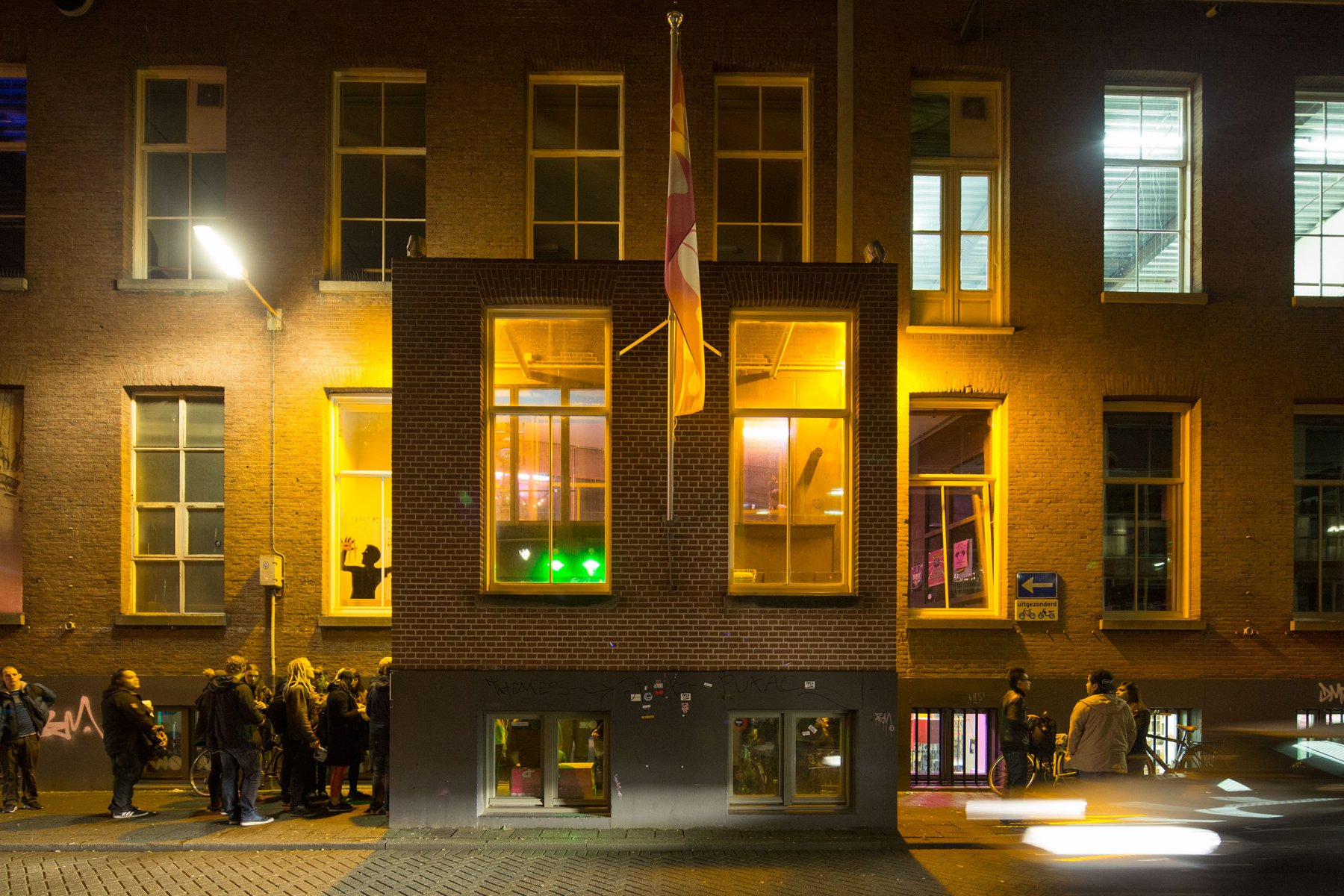
WORM aan de Boomgaardsstraat

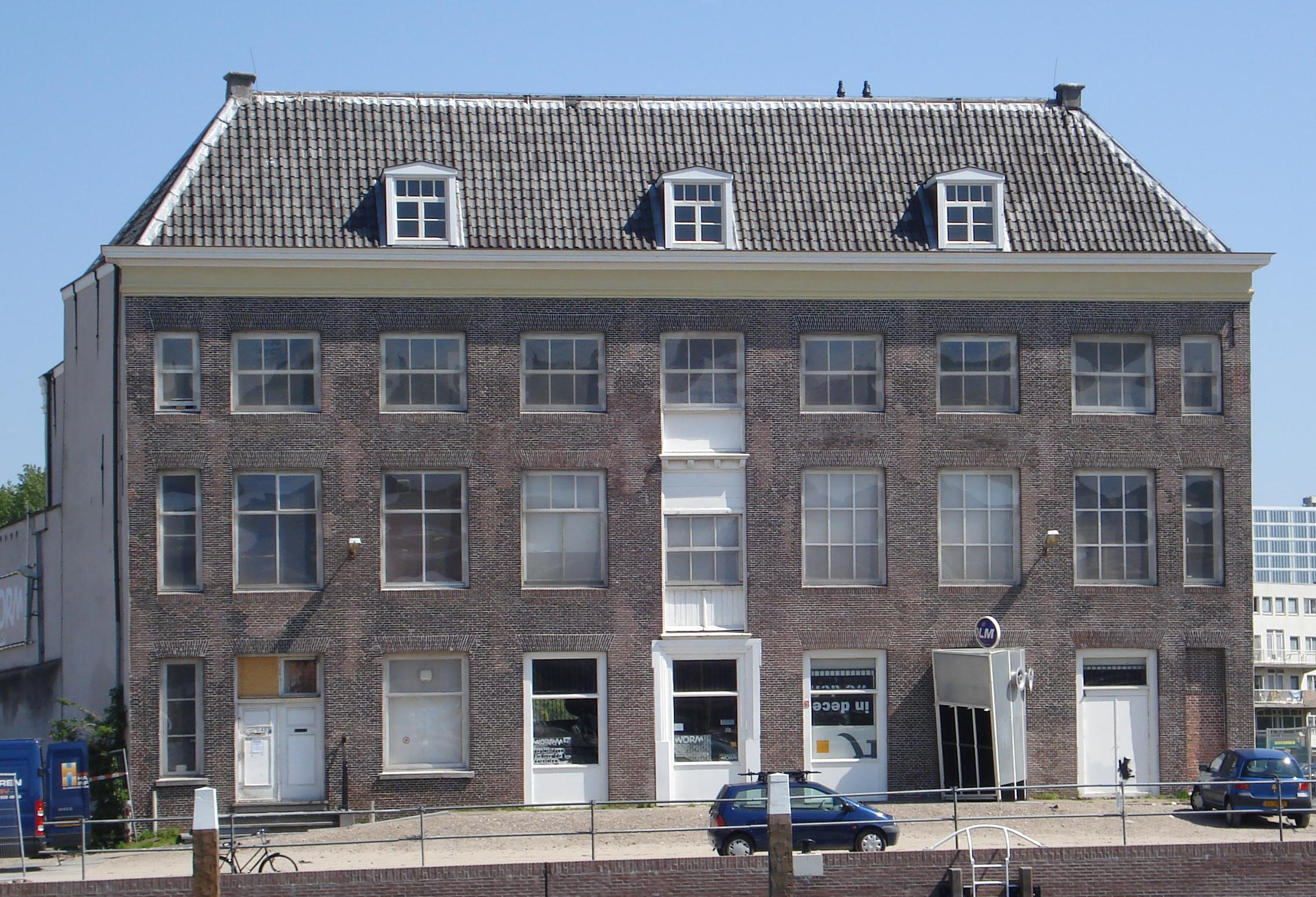
WORM-pand aan de Achterhaven

Stichting WORM (voorheen Dodorama) is een Rotterdamse stichting voor experimentele, avant-garde- en undergroundkunst, met name muziek en film. 

## Geschiedenis
De voorloper van WORM, Dodorama, werd in 1994 opgericht als nieuw podium voor hedendaagse muziek, en was gevestigd aan de Rochussenstraat 169 in Rotterdam. De opening vond plaats op 13 februari 1994 met muziek van Peter van Bergen, Huib Emmer, Victor Snijtsheuvel en Jacques Palinckx.
In het jaar 2000 ontstond WORM uit de fusie tussen podium Dodorama, filmwerkplaats Studio Een en Popifilm, die geprogrammeerde filmavonden verzorgde.
WORM werd financieel ondersteund door de Triodos Bank en de cultuurnota 2009-2012 van de rijksoverheid. De stichting heeft in 2006 de Pendrecht Cultuurprijs gewonnen en het podium valt onder het Rotterdamse cultuurplan.
Tot en met 2010 had de stichting een eigen pand aan de Achterhaven in Delfshaven. Sinds eind 2011 heeft WORM een eigen pand aan de Boomgaardsstraat.

## Activiteiten
WORM organiseert festivals en concerten, vertoont en maakt films, beheert een platenlabel en een muziekproductiestudio met de ARP 2500 van het Centrum voor Elektronische Muziek en produceerde de Web 2.0 Suicide Machine. De stichting maakte radioprogramma's voor de Concertzender en Radio 6.
Activiteiten werden onder andere georganiseerd in samenwerking met International Film Festival Rotterdam, Poetry International, Incubate, State-X New Forms, O. Festival, Museumnacht en in Las Palmas, Paradiso, Berlijn, Sint-Petersburg en Istanboel.